# Lizant

Lizant este o comună în departamentul Vienne, Franța. În 2009 avea o populație de 465 de locuitori.